# Que usted lo mate bien
Que usted lo mate bien és una sèrie de televisió, emesa per Televisió espanyola amb guions del dramaturg Juan José Alonso Millán i realització d'Alfredo Muñiz.

## Sinopsi
Amb estructura teatralizada i gravat en plató, la sèrie presenta cada setmana un argument diferent, amb diferents personatges interpretats per diferents actors. El fil comú és que en cada episodi es mostra la comissió d'un crim, tractat sempre des de l'òptica de l'humor negre.

## Llista d'episodis
- El emigrante - 23 de gener de 1979
  - Francisco Cecilio
  - Marisol Ayuso
  - Mimí Muñoz
  - Luis Barbero
  - José Lifante
- Los celos - 30 de gener de 1979
  - Rafael Alonso
  - Florinda Chico
  - Manuel Alexandre
  - José Segura
  - Sara Mora
- El triángulo - 6 de febrer de 1979 
  - Mercedes Alonso
  - Rafael Alonso
  - Pedro Osinaga
- El túnel - 13 de febrer de 1979 
  - María José Goyanes 
  - Enrique Carrión
  - Pilar Muñoz
  - Aurora Redondo
  - Ramón Reparaz
  - Andrés Resino
  - Carmen Roldán
- Deformación profesional  - 20 de febrer de 1979 
  - Rafael Guerrero
  - Andrés Mejuto
  - Ana María Vidal
- Una familia con clase - 27 de febrer de 1979 
  - Mari Begoña
  - José Bódalo
  - María Isbert
  - Enrique San Francisco
- El Doctor J. - 6 de març de 1979 
  - Manuel Alexandre
  - Helga Liné
  - Jenny Llada
  - Diana Lorys
  - Pedro Osinaga
- Anuncio por palabras - 13 de març de 1979 
  - Marisol Ayuso
  - Florinda Chico
  - Antonio Garisa
  - Mercedes Prendes
  - Damián Velasco
- La rifa - 20 de març de 1979 
  - Jesús Guzmán
  - José Orjas
  - Aurora Redondo
  - Josele Román
  - Pepe Ruiz
- La pareja - 27 de març de 1979 
  - Amparo Baró
  - Ana del Arco
  - Manuel Galiana
- El equipaje - 3 d'abril de 1979 
  - Paca Gabaldón
  - José María Guillén
  - Narciso Ibáñez Menta
  - Josele Román
- La agencia - 10 d'abril de 1979 
  - Sergio de Frutos
  - Verónica Luján
  - Pedro Peña
  - Víctor Valverde
- Las cenizas - 24 d'abril de 1979 
  - Rafael Alonso
  - Marisol Ayuso
  - Ismael Merlo
  - María Silva